# Сиракава (Фукусима)
Сиракава (яп. 白河市 Сиракава-си) — город в Японии, находящийся в префектуре Фукусима. Площадь города составляет 305,30 км², население — 62 717 человек (1 августа 2014), плотность населения — 205,43 чел./км².

## Географическое положение
Город расположен на острове Хонсю в префектуре Фукусима региона Тохоку. С ним граничат посёлки Ябуки, Танагура, Исикава, Асакава, Насу и сёла Нисиго, Идзумидзаки, Накадзима, Тэнъэй.

## Население
Население города составляет 62 717 человек (1 августа 2014), а плотность — 205,43 чел./км². Изменение численности населения с 1980 по 2005 годы:
| 1980 | 60 253 чел. |  |
| 1985 | 62 596 чел. |  |
| 1990 | 63 839 чел. |  |
| 1995 | 65 155 чел. |  |
| 2000 | 66 048 чел. |  |
| 2005 | 65 707 чел. |  |

## Символика
Деревом города считается сосна густоцветная, цветком — цветок сливы японской, птицей — Emberiza cioides.

## Города-побратимы
- Компьень, Франция